# 秦玥飞
秦玥飞（1985年6月—），重庆人，汉族，中国共产党党员，毕业于耶鲁大学。中华人民共和国政治人物、第十三届全国人民代表大会湖南省代表。

## 生平
2017年，被中国中央电视台评为《感动中国》2016年度人物。。2018年2月24日，当选为第十三届全国人大代表。

## 经历
截止2019年，担任湖南省“黑土麦田”青年扶贫队负责人，共青团湘西土家族苗族自治州委副书记(兼)